# Żywiec
Żywiec (en alemán: Saybusch, anteriormente Saubusch) es una ciudad en el sur de Polonia. Desde 1998 se encuentra en el voivodato de Silesia, pero desde 1975 hasta entonces se localizaba dentro del voivodato de Bielsko-Biała. 

## Historia
Żywiec apareció en documentos hacia el siglo XIV, tras la construcción del castillo a mediados del siglo. Esta fortaleza ha sido restaurada en varias ocasiones y presenta varios estilos arquitectónicos, como gótico, renacentista y barroco, además de encontrarse rodeado por un parque natural de 260.000 m² que existe como tal desde el siglo XVII.
La iglesia de la Santa Cruz fue construida a finales del siglo XIV y fue ampliada dos veces, en 1679 y en 1690. En el siglo XVIII se levantó también una iglesia barroca que aún permanece en pie. Otra iglesia notable fue la catedral del nacimiento de la Virgen María, que había sido erigida durante la primera mitad del siglo XV y se restauró en estilo barroco luego de un incendio en 1711.
En la ciudad también alberga la cervecería Żywiec, fundada por la dinastía Habsburgo en 1852 y adquirida por Heineken International en los años noventa del siglo XX. La cerveza producida lleva el nombre de la ciudad. Asimismo, en 2006 se inauguró un museo sobre la cerveza.

### Segunda Guerra Mundial
Durante la Segunda Guerra Mundial, el Tercer Reich deportó a 17.413 habitantes polacos de la zona en la llamada Saybusch-Aktion, entre septiembre y octubre de 1940. Los deportados fueron llevados hasta el Gobierno General, una región polaca bajo control militar alemán. La operación, dirigida por Alfred Rosenberg y su segundo Alfred Meyer, formaba parte de los planes nazis para desarrollar los Territorios Orientales Ocupados para el asentamiento posterior de emigrantes alemanes.

## Deporte
- TS Mitech Żywiec es el club femenino que juega en la Liga Extra Femenina.
- TS Koszarawa 1910 Żywiec juega en la Liga del distrito de Bielsko-Biała en el nivel VI y su estadio es el Estadio de TS Koszarawa Żywiec de 2500 espectadores.

## Lugareños célebres
- Tomasz Adamek, boxeador.
- Wilhelm Brasse, fotógrafo de Auschwitz.
- Archiduque Carlos Esteban de Austria.
- Agata Wróbel, atleta de halterofilia.
- Tomasz Jodłowiec, futbolista.
- Marek Motyka, entrenador de fútbol.
- Kolanko Almería Firm, borracho, roba novias, supremacista y nacionalista.

## Ciudades hermanadas
La ciudad de Żywiec está hermanada con:
- Unterhaching, Alemania
- Riom, Francia
- Čadca, Eslovaquia
- Adur, Inglaterra
- Gödöllő, Hungría
- Liptovský Mikuláš, Eslovaquia
- Szczytno, Polonia